# Forsthaus (Speichersdorf)
Forsthaus ist ein Gemeindeteil der Gemeinde Speichersdorf im Landkreis Bayreuth (Oberfranken, Bayern). Forsthaus liegt in der Gemarkung Kodlitz.

## Geografie
Die Einöde liegt im Böllergrund. Westlich davon liegt das Tränkholz und südlich das Kammelholz. Ein Anliegerweg führt nach Kodlitz zur Kreisstraße BT 20 (0,6 km nördlich).

## Geschichte
Mit dem Gemeindeedikt wurde Forsthaus dem 1808 gebildeten Steuerdistrikt Plössen und der Ruralgemeinde Plössen zugewiesen. In der freiwilligen Gerichtsbarkeit unterstand der Ort dem Patrimonialgericht Guttenthau. Im Zuge der Gebietsreform in Bayern wurde Forsthaus am 1. Januar 1972 nach Speichersdorf eingemeindet.